# Corral del Conde
Pour les articles homonymes, voir Conde.
Le Corral del Conde est un bâtiment historique du centre de la ville espagnole de Séville, en Andalousie.

## Description

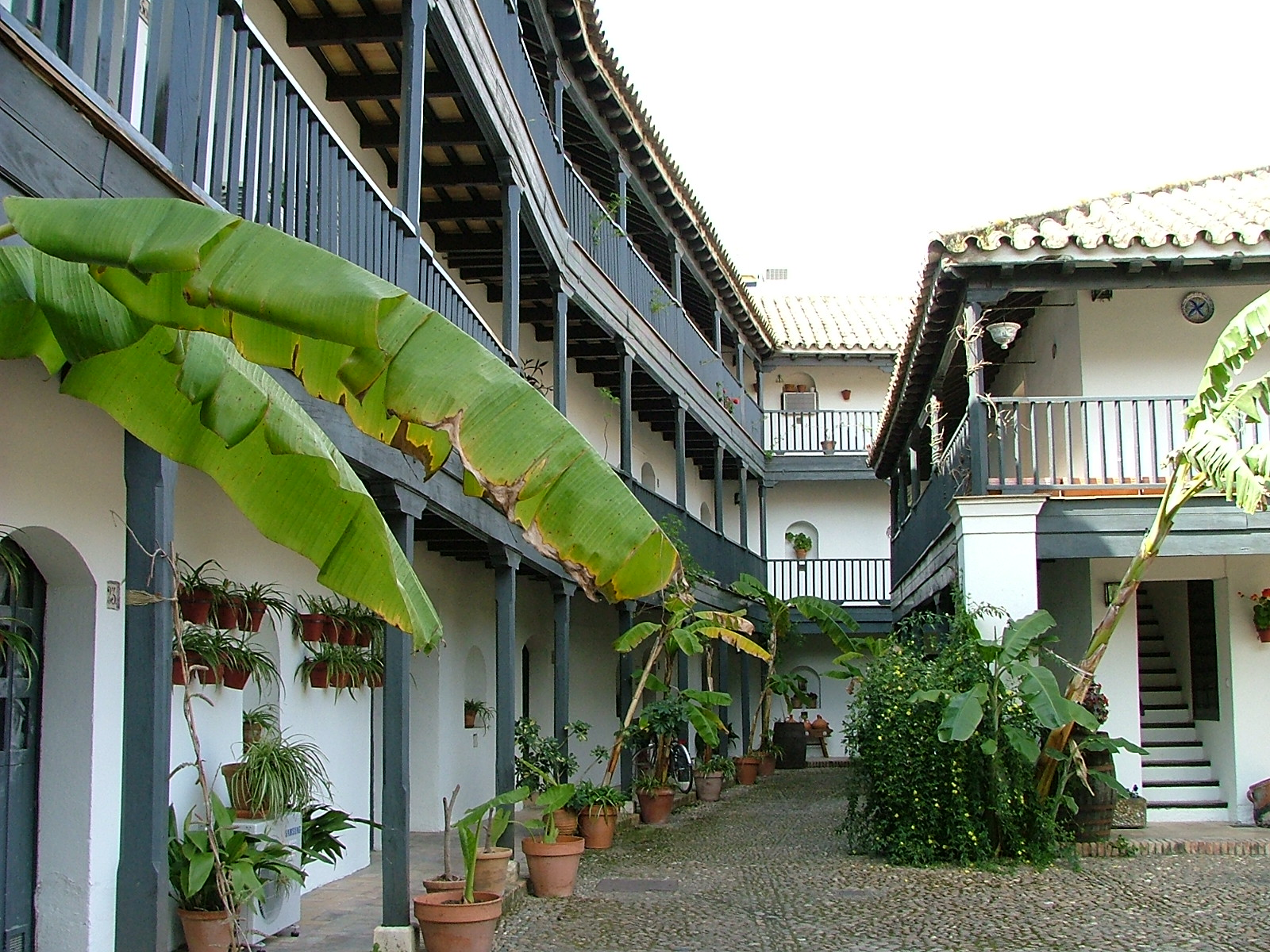
Vue du bâtiment

L'immeuble se trouve dans la ville andalouse de Séville.
Il s'agit d'un bâtiment très expressif de l'architecture populaire sévillane, probablement le plus intéressant et le plus complet de tous ceux qui existaient, disparus actuellement en grande partie. Son origine est musulmane, avec restructuration mudéjare, bien que sa disposition actuelle réponde à l'architecture populaire du  XVIIIe siècle, qui respectait les morphologies traditionnelles.
Il a été déclaré monument historico-artistique, de caractère national, le 16 novembre 1979, par un décret royal publié le 18 janvier 1980 dans le Journal officiel de l'État. jouit actuellement du statut de Bien d'Intérêt Culturel.